# The Plasma Shaft
The Plasma Shaft е сборен бонус албум на американската фънк рок група Ред Хот Чили Пепърс, издаден в Австралия като box-set с албума Blood Sugar Sex Magik на 27 юни 1994 от Уорнър Брадърс.
Албумът включва всички 17 песни от Blood Sugar Sex Magik и 8 други, издадени преди като B-side към синглите от него.